# Рабин Симха Коен
Рабин Симха Коен (Симха бен Гершон ХаКоен; Београд, 1622 – Београд, 1668) био је београдски рабин.
По мајци Леи, био је унук будимског рабина Симхе Фрајдмана бен Хајима, од кога је аследио своје велико интересовање за религију. На место београдског рабина дошао је по препоруци дотадашњег рабина Јуде Лерма, који га је препоручио сефарадској и ашкенаској општини као свог ученика и пријатеља. Похађао је школу рабина Јуда Лерма - јешиву. Усавршавао се код славних солунских рабина Мордехаја Калаја, који је у своје време био учитељ и његовог учитеља Лерма, код рабина Јехиела Басана, а нарочито код рабина Даниела Естроса, писца књиге „Маген Гиборим” (Боже/Који штитиш храбре - גבררים טגן), који је био и његов пријатељ. Око 1643. године избила је у Београду куга, када је Симха отишао у Будим, где се верио са ћерком угледног и богатог трговца Аврама бен Хискије Хеса, са којом се и венчао 1644. године и вратио у Београд. После венчања добио је положај београдског рабина. Симха је имао тада 22 године, и поред тога што је био ашкенаског порекла, постао је рабин београдске сефардске општине. Рабин Јуда Лерма га је заинтересовао за решавање важних спорова, а Естроса, као и раби Хандали, помогли су у његовом верском образовању. Раби Симха је после смрти свог учитеља рабина Јуда Лерма, сабрао његове сачуване писане расправе (респонзе) и издао их у Венецији 1647. године под именом „Пелетат бет Јехуда” (Сачувано из куће Јудине - יהודה בית פליטת).
 

Његови идеали и учења огледају се у његовом делу „Сефер-Шемот” (Књига имена - שמות ספר) штампаном у Венецији 1657. године. Симха у предговору своје књиге је побројао све изворе којима се служио као подлогом за свој рад. Па тако у предговору књиге сам раби Симха о томе каже: 
„Служио сам се у изради свога дела разним старим рукописима које сам скупљао. Ту је рукопис неких ешкенаских рабина које сам нашао међу књигама мога деде Симхе бен Хајима. У овом рукопису нашао сам многе нове ствари од научних првака које до сада нису штампане. Даље ми је дао уважени рабин Аврам бен Ханања, приликом свога боравка у Београду, именик за развод брака, од свога учитеља славног рабина Јосифа Митране. Исто тако ми је дао свој именик рабин Елиезер, који је овуда пропутовао. Када је пре кратког времена допутовао овамо лађом побожни рабин Шамшон Хајес и овде напрасно умро, нашао сам међу његовим књигама, које су јавно продате, именик од великог рабина Шеломо Лурија и од покојниковог деда Јицхака Хајеса, у којима сам нашао многе нове ствари које сам нарочито забележио у својој књизи. Служио сам се такође књигом „Зихрон Моше” (Мојсијева сећања - משה זכרון') од рабина Моше Ешкенази, и рукописом који се налази код мога пријатеља Јосифа Асеа. Размишљајући о чудном случају који ми је дао у руке све те ретке рукописе, очигледно ми је Бог био у помоћи да ујединим све ове изворе, са знањем језика које ми стоји на располагању, те сам помоћу свих ових околности израдио и издао ово своје дело, у нади да ће бити од велике користи свима колегама при тешком послу развода брака... “
По подацима будимског рабина Ефраима Коена, рабин Симха Коен је 1662. године био позван и примљен за рабина у Будиму. Међутим, у Будиму остаје свега шест месеци, након чега се враћа у Београд. Пошто је по његовом одласку у Будим, по његовој препоруци за београдског рабина постављен његов зет Јосеф Алмоснино, муж његове ћерке јединице Лее, рабин Симха по повратку и даље оставља положај београдског рабина своме зету, али се рабин Алмоснино консултовао са Коеном, што чини да су они кохабитирали у функцији рабина све до Коенове смрти 1668. године.